# Жозе Алваладе (стадион)
«Жозе́ Алвала́де» (порт. Estádio José Alvalade) — мультиспортивный стадион в Лиссабоне, Португалия. Домашняя арена местного футбольного клуба «Спортинг».
Архитектор — португалец Томаш Тавейра (род. 1938), который также проектировал стадионы в Авейру и Лейрии.
Официальное открытие стадиона состоялось 6 августа 2003 года матчем «Спортинг» — «Манчестер Юнайтед», который завершился со счётом 3:1. В 2004 году являлся одной из арен чемпионата Европы по футболу. Принимал 4 матча турнира, включая полуфинальный поединок между сборными Нидерландов и Португалии (1:2). В 2005 году стадион стал местом проведения финального матча Кубка УЕФА. В присутствии 48 500 зрителей московский ЦСКА переиграл хозяев арены — «Спортинг» со счётом 3:1.
Является центром спортивного комплекса Alvalade XXI, который, помимо стадиона, включает в себя кинотеатр, фитнес-центр, спортивную клинику, музей спортивного общества «Спортинг», офисные здания и подземную стоянку. Построен на месте выстроенного в 1956 году и полностью разрушенного в 2000 году стадиона с одноимённым названием. Как и старый стадион, назван в честь Жозе де Алваладе, основателя спортклуба «Спортинг».
Иногда на стадионе проводит свои матчи футбольная сборная Португалии.